# Kisarazu
Kisarazu (木更津市, Kisarazu-shi) est une ville de la préfecture de Chiba, au Japon.

## Géographie

Situation de Kisarazu dans la préfecture de Chiba.

### Localisation
Kisarazu est située dans l'ouest de la péninsule de Bōsō.

### Démographie
En 2010, la population de la ville de Kisarazu était de 126 388 habitants pour une superficie de 138,73 km2. Elle est de 136 023 habitants en décembre 2020.

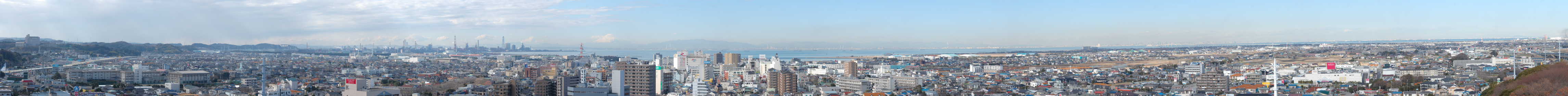
Panorama de la ville de Kisarazu.

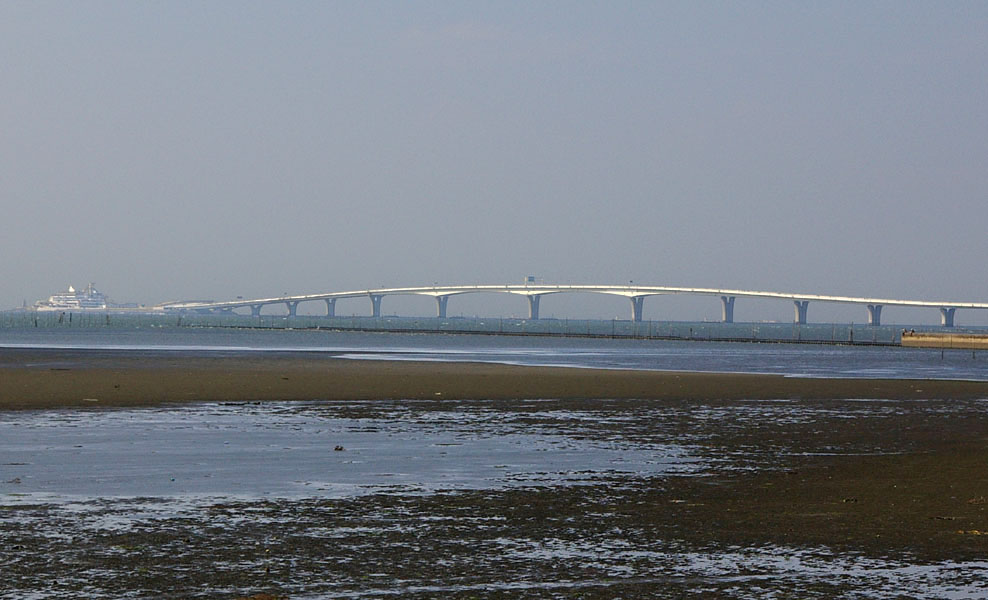
Pont de la Tōkyō Wan Aqua-Line.

| Date | Population |
| ---- | ---------- |
| 1942 | 33 817     |
| 1950 | 37 901     |
| 1955 | 51 741     |
| 1960 | 52 689     |
| 1965 | 54 928     |
| 1970 | 73 319     |
| 1975 | 96 840     |
| 1976 | 100 132    |
| 1980 | 110 711    |
| 1985 | 120 201    |
| 1990 | 123 433    |
| 1995 | 123 499    |
| 2000 | 122 768    |
| 2005 | 123 365    |
| 2010 | 126 388    |
| 2020 | 136 023    |

| +100  | 12     |
| 95-99 | 82     |
| 90-94 | 493    |
| 85-89 | 1,298  |
| 80-84 | 2,309  |
| 75-79 | 3,672  |
| 70-74 | 5,400  |
| 65-69 | 6,854  |
| 60-64 | 8,747  |
| 55-59 | 9,728  |
| 50-54 | 11,308 |
| 45-49 | 8,302  |
| 40-44 | 7,119  |
| 35-39 | 6,992  |
| 30-34 | 8,905  |
| 25-29 | 9,243  |
| 20-24 | 7,498  |
| 15-19 | 7,508  |
| 10-14 | 6,072  |
| 5-9   | 5,630  |
| 0-4   | 5,395  |

## Histoire
Kisarazu a été fondée le 3 novembre 1942.
Depuis le 18 décembre 1997, la Tōkyō Wan Aqua-Line relie Kisarazu à Kawasaki dans la préfecture de Kanagawa à travers la baie de Tokyo. La ligne consiste en un tiers de pont et deux tiers de tunnel.

## Culture locale et patrimoine
- Enmyō-in
- Kōzō-ji

## Transports
Kisarazu est desservie par les lignes Kururi et Uchibō de la JR East. La gare de Kisarazu est la principale gare de la ville.

## Symboles municipaux
Les symboles de la ville de Kisarazu sont le camélia du Japon et le Rhododendron indicum.

## Jumelage
- Oceanside (États-Unis) depuis 1990

## Personnalités liées à la municipalité
Plusieurs membres du groupe de rock Kishidan sont originaires de Kisarazu.